# Dahlgrenius therondi
Dahlgrenius therondi är en skalbaggsart som först beskrevs av Miłosz A. Mazur 1972.  Dahlgrenius therondi ingår i släktet Dahlgrenius och familjen stumpbaggar. Inga underarter finns listade i Catalogue of Life.